# Jeunes Européens Fédéralistes

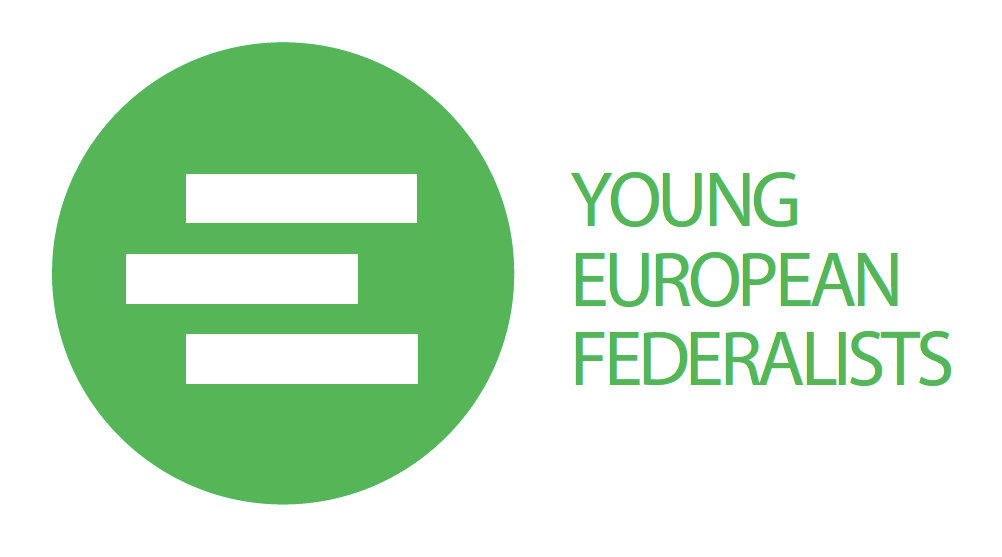
Logo

Les Jeunes Européens Fédéralistes (Giovani Federalisti Europei) costituiscono un movimento politico apartitico senza fini di lucro, meglio conosciuto con l'acronimo JEF.
Rappresenta la sezione giovanile della Union of European Federalists, e il tesseramento è aperto a tutte le persone di età compresa tra i 18 e i 35 anni.

## Obiettivi
La JEF, rispettando la sua apartiticità, evita di ambire al potere politico e di identificarsi con partiti già esistenti. Non rifiuta però di collaborare con questi ultimi quando si presenta l'occasione, per stimolare la partecipazione attiva dei cittadini riguardo alle tematiche europeiste.
La JEF si pone infatti come obiettivo quello di sensibilizzare la popolazione e la classe politica verso temi quali il rispetto dei diritti umani, la cittadinanza europea e il rafforzamento dell'Unione europea esistente attraverso l'attuazione di un modello federale.
Le attività della JEF consistono in seminari, convegni, dibattiti, azioni di strada; finanziate attraverso la partecipazione a progetti pan-europei promossi dalla Commissione europea quali, ad esempio, "Speak Up Europe" o "All Different, All Equal".

## Struttura
La stessa JEF è organizzata secondo un modello federale. 

### LaJEF-Europe
La sede di coordinamento centrale a livello europeo della JEF-Europe ha sede a Bruxelles. I principali organi sono l'Executive Bureau (Ufficio Esecutivo, EB) e il Federal Committee (Comitato Federale, FC), che vengono rinnovati a cadenza biennale dal Congresso europeo della JEF. L'ultimo congresso si è tenuto nel 2011.

#### L'Executive Bureau
L'Executive Bureau si compone di:
- un Presidente (Antonio Argenziano);
- un Segretario generale (Judith lantai);
- un Tesoriere (Robin Mudry);
- quattro membri eletti.

Questo organo si occupa di mettere in pratica le decisioni prese al Congresso e dal Comitato Federale, e di gestire la cancelleria e la parte burocratica del movimento.

#### IlFederal Committee
Il Federal Committee si compone di:
- venti membri eletti;
- un rappresentante per ogni sezione nazionale.

Questo è l'organo decisionale della JEF, e si incontra una volta ogni sei mesi (solitamente a marzo e a ottobre).

### Le sezioni nazionali
Affiliate alla JEF-Europe, vi sono 30 sezioni nazionali (in Belgio, Portogallo, Spagna, Francia, Germania, Regno Unito, Danimarca, Norvegia, Svezia, Finlandia, Lettonia, Lituania, Svizzera, Austria, Italia, Malta, Grecia, Ungheria, Slovenia, Croazia, Serbia, Bulgaria, Romania, Moldavia, Polonia, Repubblica Ceca, Repubblica Slovacca, Albania, Kosovo e Repubblica di Macedonia) ufficialmente riconosciute, più altre in via di formazione.

Le sezioni maggiori sono ulteriormente divise in sezioni regionali e locali.

La sezione italiana della JEF è la Gioventù Federalista Europea (GFE), che conta 54 sezioni locali.